# Shostka
Shostka (tiếng Ukraina: Шостка) là một thành phố của Ukraina. Thành phố này thuộc tỉnh Sumy. Thành phố này có diện tích  km2, dân số theo điều tra dân số năm 2001 là 87130 người.